# مسجد عبد المالك
مسجد عبد المالِك هو موقع التراث الثقافي في أوزبكستان. إنه معلم معماري. في عام 1913، أنشأت الجنرال الحكومة التركية في منطقة نامانغان من منطقة فرغانة. حالياً، يقع في حي "يانجي حياة" في قرية غوفا، مقاطعة تشوست، منطقة نامانغان.

## الخلفية
بقرار من مجلس الوزراء لجمهورية أوزبكستان في عام 2014، تم إدراج المعلم المعماري في قائمة المواقع التي لا يمكن رهنها أو تقديمها كضمان بسبب قيمتها التاريخية والفنية أو الثقافية الأخرى. رغم ذلك، في عام 2018، تم نقل المبنى التاريخي من حساب إدارة التراث الثقافي إلى حساب السلطة المحلية بحجة لا أساس لها بأنه "مبنى تم بناؤه بواسطة التبرعات الشعبية، وقد أصبح مهجوراً، ولم يتم تحديد مالكه" بناءً على قرار من محافظ مقاطعة تشوست باهادير أوخونوف. بناءً على مبادرة من الإدارة المحلية، تم بيع المعلم التاريخي إلى رجل أعمال أوزبكي مقابل 61 مليون سوم من خلال مزاد. وبناءً على قرار المحافظ في 30 أبريل 2019، تم السماح بإعادة بناء هذا المعلم بشكل غير قانوني. نتيجة لذلك، تم إصلاح وإعادة طلاء 61.1 متر مربع من سقف مسجد عبد المالِك من قبل المالك الجديد، مما تسبب في أضرار كبيرة بقيمة 806.5 مليون سوم.
في 4 أكتوبر 2019، بقرار من مجلس وزراء جمهورية أوزبكستان، تم إدراج مسجد عبد المالِك في القائمة الوطنية للممتلكات العقارية التابعة للتراث الثقافي المادي - وتم وضعه تحت حماية الدولة كموقع معماري. وفقًا للقرار الأخير، يُعتبر المعلم الآن ملكًا للدولة ويتم إدارته من قبل إدارة التراث الثقافي في منطقة نامانغان بناءً على الحق في الإدارة التشغيلية.
وفقًا للتقارير في 2022، تم فتح قضية جنائية ضد مسؤولي إدارة مقاطعة تشوست وآخرين بسبب الأنشطة غير القانونية التي تم اكتشافها خلال التفتيشات من قبل وزارة التراث الثقافي لجمهورية أوزبكستان والنيابة العامة لجمهورية أوزبكستان؛ التحقيق جارٍ حاليًا.